# Santo Antônio do Jacinto
Santo Antônio do Jacinto – miasto i gmina w Brazylii, w stanie Minas Gerais. Znajduje się w mikroregionie Almenara.